# Gabriella Kidd
Gabriella Marques Kidd (Rio de Janeiro, 18 de abril de 1997) é uma velejadora brasileira. Representou o Brasil nos Jogos Olímpicos de Verão de 2024, em Paris.

## Biografia
É integrante da Marinha do Brasil, atingindo o posto de terceiro-sargento. Em 2019, em Paracas, no Peru, foi vice-campeã sul-americana na categoria laser radial. Nos Jogos Pan-Americanos de 2019, em Lima, ficou na oitava posição.
Nos Jogos Sul-Americanos de 2022, em Assunção, Gabriella conquistou a medalha de bronze na Sunfish. Ficou em sétimo lugar no ILCA 6 durante os Jogos Pan-Americanos de 2023, em Santiago.
Em 2024, competiu no Mundial de Laser Radial (ILCA 6) e ficou em 33º lugar, faturando a vaga olímpica. Durante os Jogos Olímpicos de Verão de 2024, em Paris, fechou sua participação em 33º lugar.
Em sua carreira, Gabriella Kidd venceu a Copa Brasil de Vela em 2017, 2018, 2020 e 2021.